# Ein ganz großes Kind
Ein ganz großes Kind (Alternativtitel: Die leibhaftige Unschuld) ist ein deutsches Filmlustspiel aus dem Jahre 1951/52 von Paul Verhoeven mit Georg Thomalla, Gardy Granass und Angelika Hauff in den Hauptrollen.

## Handlung
Hans Hochberg gilt als Herrenschneider als ein Meister seines Fachs. Seine eigentliche Liebe gilt allerdings dem Theater, und die übt er mit Inbrunst auf der Laienbühne seines Heimatortes aus. Nun stehen die Heimatfestspiele an, auf denen Hans als Hauptdarsteller mit einem eigenen Stück glänzen will. Die nicht allzu anspruchsvolle Dorfgemeinde ist hellauf begeistert. Hans ist klar, dass ihm als Mime jedoch noch der „letzte Schliff“ fehlt, dass er sich noch verbessern kann und muss. Um dem Vater seiner Angebeteten Liesel Kilian zu imponieren, plant Hans daher, nach Berlin zu reisen, um sich bei einem alten, erfahrenen Hofschauspieler professionell aus- bzw. fortbilden zu lassen. Liesel bestärkt Hans in seiner Absicht, da sie erkennt, dass er mehr vom Leben erwartet als nur Hosen und Ärmel zu schneidern.
So macht sich Hans Hochberg auf die Reise, ein ganz großes Kind auf der Suche nach dem großen Glück. Auf dem Weg in die Hauptstadt lernt er die erfahrene Schauspielerin Ina Cornelius kennen, die in jeder Hinsicht bereits den „letzten Schliff“ besitzt. Ihr Freund arbeitet als Regisseur, und so ermöglicht Ina Hans eine Untermiete in dessen Haus. Fortan gehen die Dinge ins Hans‘ Leben richtig schief. Man macht ihm unmissverständlich klar, dass er "gänzlich untalentiert" sei, und obendrein bringt der Herrenschneider auch noch das Liebesleben Inas mit ihrem Chéri ordentlich durcheinander. Als aber Liesel eines Tages zu Besuch kommt, werden die Dinge schlagartig wieder gerade gerückt. Schließlich landet Hans sogar beim Film, wenn auch nicht als Schauspieler: Man ist über seine Schneiderqualitäten begeistert und bietet Hans an, von nun an als Kostümbildner zu arbeiten. Jetzt endlich können Hans und seine Liesel ihr gemeines Liebesglück in der Großstadt beginnen.

## Produktionsnotizen
Ein ganz großes Kind entstand zum Jahresende 1951 im Filmatelier Göttingen sowie mit Außenaufnahmen in Wiesbaden und Berlin und Umgebung. Der Film wurde am 6. März 1952 in den Göttinger Stern-Lichtspielen uraufgeführt. Die Fernseherstausstrahlung erfolgte am 25. November 1958 in der ARD.
Willi E. Specht und Franz Mattler übernahmen die Produktionsleitung. Erich Grave schuf die Filmbauten.

## Kritiken
Im Filmdienst heißt es: „Gefällige Komödienunterhaltung im Stil der 50er Jahre.“